# The Quest – Das Geheimnis der Königskammer
The Quest – Das Geheimnis der Königskammer (Originaltitel: The Librarian: Return to King Solomon's Mines) ist die von Jonathan Frakes 2006 inszenierte Fortsetzung zu The Quest – Jagd nach dem Speer des Schicksals, der 2004 gedreht wurde.

## Handlung
Flynn Carsen ist annähernd ein Jahr Bibliothekar und kehrt nach erfolgreicher Mission zurück. Er hatte einen mystischen Kristall-Schädel geborgen. Charlene ist bei seiner Ankunft nicht gerade erfreut, dass er all seine Post in die Bibliothek schicken ließ. Als er den Geheimraum betritt, wird Flynn vom Schwert Excalibur angegriffen. Der überraschte Flynn kann sich gegenüber dem Schwert einigermaßen behaupten. Er überreicht Judson den Schädel und geht dann zu seiner Mutter und erlebt dort eine Überraschung: Es ist Flynns 32. Geburtstag und seine Mutter hat eine Überraschungsparty für ihn organisiert und versucht, ihn wieder zu verkuppeln, dieses Mal mit seiner Cousine. Dort trifft er auch seinen „Onkel“ Jerry wieder, der ihm etwas über seinen Vater erzählt. Flynns Mutter schenkt ihm ein Amulett und zeigt ihm Bilder, die er als kleiner Junge gemalt hatte. Spät am Abend geht Flynn nach Hause und macht die Post auf, die ihm Charlene übergeben hatte. Er findet eine Art Karte, doch wirft er keinen genauen Blick darauf, als er sieht, dass seine Wohnung auf den Kopf gestellt worden war. Er ruft Judson an, doch während seines Anrufes bemerkt Flynn jemanden.
Dieser schlägt ihn nieder. Er kommt wieder zu sich als Judson auftaucht. Wieder in der Bibliothek, erzählt ihm Judson, dass es sich um König Salomons Schätze handeln müsse. Flynn erzählt, was er so alles über Salomon weiß. Dann erzählt ihm Judson, dass Salomon aus Angst vor Räubern nicht alle seine Reichtümer in seinem Palast aufbewahrte. Ein Teil davon ist in den so genannten „Minen König Salomos“. Salomon beauftragte 24 Männer, die sie für ihn bauten. Nur sie kannten den Standort der Minen. Von Generation zu Generation gaben sie ihr Wissen weiter. Judson erzählt weiter, dass sich in den Minen ein besonderes Buch befinden soll. In den falschen Händen kann es ungeheure Schäden anrichten. Es handelt sich um Salomons Buch. Mit diesem Buch kann man Raum und Zeit beherrschen. Zum Glück ist die Karte ohne die Legende wertlos. Diese soll sich in römischen Ruinen in Marokko befinden. Flynn soll alle Beweise, die auf die Minen deuten, finden und zur Bibliothek bringen. Er betont weiter, dass die Minen nie gefunden werden dürfen.
In Marokko angekommen begibt er sich direkt zu den Ausgrabungsstätten. Dort trifft er auf die Archäologin Emily Davenport. Sie ist sehr ungehalten von Flynns Herumschnüffeln und fordert ihn auf, zu gehen. Doch am Abend kehrt er zurück, um die Legende zu suchen, und er wird von Emily überrascht. Sie glaubt nicht, dass es in den Ruinen eine Geheimkammer gibt, doch Flynn findet sie. In der Kammer findet er dann den ersten Teil der Legende. Flynn wird allerdings von einem Mann angegriffen, der nicht begeistert ist, dass Flynn die Legende hat. Erst als sein Amulett, das ihm seine Mutter gab, anfängt zu leuchten, hält der Mann ein. Auch er trägt ein solches Amulett und hilft den beiden. Er sagt ihnen, wo sich der zweite Teil der Legende befindet. Sie ist in Gede, einer Provinz von Kenia. Sie müssen sich beeilen, denn General Samir ist auch an der Ausgrabungsstätte, um die Legende zu holen. Emily und Flynn können durch einen Geheimgang fliehen. Weil sie ständig Flynn verbessert, erzählt er ihr, dass er 22 akademische Grade hat und dies vermutlich Rekord ist. Emily kontert und sagt Flynn, dass sie 25 akademische Grade besitzt. Unterwegs treffen sie auf Jomo. Dieser steckt bis zum Hals im Sand als Bestrafung für Diebstahl. Zum Dank für seine Befreiung führt er die beiden. Später trennen sich allerdings ihre Wege und Flynn und Emily finden den Ort, an dem sich der zweite Teil befinden soll. Es ist eine Art Zauberladen, doch Samir war schneller. Er gibt sich als Sohn des kürzlich verstorbenen Eigentümers aus. Die beiden ahnen nicht, in welcher Gefahr sie sich befinden. Flynn findet den zweiten Teil der Legende und Emily bemerkt die Scharade von Samir und beide können nur knapp entkommen. Am Bahnhof trifft er auf seinen „Onkel“ Jerry, der ihnen hilft zu fliehen. Jerry hat einige Abteile im Zug gemietet. Nach einem Abendessen, bei dem einiges getrunken wurde, kommen sich Flynn und Emily näher. Doch Flynn nervt es allmählich dauernd von Emily verbessert zu werden. Da sie jetzt Karte und Legende haben, versucht Flynn die Karte zu entschlüsseln. Dabei bemerkt er, dass es sich nicht um Worte, sondern um Strophen handelt. Er steckt die beiden Teile der Legende zusammen und benutzt sie wie eine Flöte. Als er die korrekte Melodie spielt, wird ihm der Ort der Minen offenbart. Am nächsten Morgen steigen beide aus und Flynn bemerkt etwas Merkwürdiges. Seine Zeichnungen aus Kindertagen ähneln sehr stark der Umgebung, in der sich die beiden gerade befinden. Tatsächlich finden beide den Eingang der Minen und im Inneren auch das Buch und zahlreiche Schätze. Doch wieder taucht Samir auf, zusammen mit Jerry. Samir verlangt das Buch. Doch als Flynn die Herausgabe des Buches verweigert, schlägt er Jerry. Daraufhin gibt Flynn das Buch her, doch Jerry entpuppt sich als Chef von Samir. Hinter all den Dingen steckt Jerry, der damals Flynns Vater ermordete, weil dieser ihm nicht das Geheimnis der Minen verraten wollte. Jerry will, was ihm zusteht, und das mit allen Mitteln. Er lässt die beiden einsperren. Sie sollen nicht zu wenig leiden. Samir sperrt sie in eine Kammer. Plötzlich strömt Wasser in ihr „Gefängnis“. Beide versuchen sich zu befreien, doch es will nicht gelingen. Dann hat Flynn eine Vision. Er ist am Strand zusammen mit Judson, der einen Drachen steigen lässt. Nach einer kurzen Konversation wacht Flynn auf und wird dann von Jomo befreit, der ihnen gefolgt ist. Jomo kümmert sich um Samir, während Flynn und Emily Jerry aufhalten sollen, der schon mit der Zeremonie begonnen hat. Flynn hält ihn auf, doch Jerry versucht, Flynn zu beeinflussen. Flynn fährt mit der Zeremonie fort, um seinen Vater wiederkehren zu lassen. Emily kann ihn wachrütteln und Flynn kommt zur Besinnung. Er wirft das Buch ins Feuer und Jerry springt hinterher. Die Mine beginnt einzustürzen. Sie können alle rechtzeitig die Mine verlassen.
Am Flughafen erzählt Emily, dass sich ihre Wege nun trennen. Sie fliegt nach Tunesien zu einer Ausgrabungsstätte der Königin von Saba. Flynn kehrt zur Bibliothek zurück.

## Kritik
„Abenteuerfilm mit deutlichen Anleihen beim ‚Indiana Jones‘-Zyklus, der weder Tempo noch Ausstattung seiner Vorbilder erreicht. Auch tricktechnisch enttäuschend.“

## Auszeichnungen
- 2007: Saturn Award der Academy of Science Fiction, Fantasy & Horror Films: Best Presentation on Television

## Fortsetzung
2008 folgte der dritte Teil der Filmserie, The Quest – Der Fluch des Judaskelch (The Librarian – The Curse of the Judas Chalice), ebenfalls unter der Regie von Jonathan Frakes.